# Naissance en 2014
Naissance
- 2010
- 2011
- 2012
- 2013
- 2014
- 2015
- 2016
- 2017
- 2018

Les naissances en 2014 concernent les personnalités nées entre le 1er janvier et le 31 décembre 2014.

## Février
- 20 février : Leonore de Suède, enfant de la princesse Madeleine de Suède et de son époux Christopher O’Neill.

## Décembre
- 10 décembre : Gabriella et Jacques de Monaco, membres de la famille princière monégasque.